# Zygozaur
Zygozaur (Zygosaurus) – rodzaj wymarłego płaza, odnaleziony w osadach ze środkowego permu w Rosji (Tatarstan).